# Don Hahn
Donald Paul Hahn (nascido em 25 de novembro de 1955) é um produtor de cinema americano, que é conhecido pela produção de alguns dos filmes de animação mais bem sucedidos na história recente incluindo O Rei Leão e Beauty and the Beast, o primeiro filme de animação a ser indicado para um Oscar de Melhor Filme. Atualmente, ele é o produtor executivo dos filmes da Disneynature, e possui sua própria empresa de produção de filmes, Stone Circle Pictures.

## Filmografia
- 1977 - Pete's Dragon - Assistente de animador (não creditado)
- 1978 - The Small One - Assistente de produção
- 1981 – The Fox and the Hound – Assistente de diretor
- 1983 – Mickey's Christmas Carol  – Gerente de produção/Assistente de produção
- 1985 – The Black Cauldron – Gerente de produção
- 1988 – Who Framed Roger Rabbit – Produtor associado
- 1989 – Tummy Trouble – Produtor
- 1991 – Beauty and the Beast – Produtor
- 1994 – The Lion King – Produtor
- 1996 – The Hunchback of Notre Dame – Produtor
- 1999 – Fantasia 2000 – Diretor (Segmentos em live-action)
- 2000 – The Emperor's New Groove – Produtor executivo
- 2001 – Atlantis: The Lost Empire – Produtor
- 2003 – The Haunted Mansion – Produtor
- 2004 – Lorenzo  (Nomeado ao Oscar de melhor curta-metragem de animação) – Produtor executivo
- 2006 – The Little Matchgirl  (Nomeado ao Oscar de melhor curta-metragem de animação) – Produtor
- 2009 – Waking Sleeping Beauty – Diretor
- 2009 – Earth – Produtor
- 2010 – Océans – Produtor executivo
- 2010 – Hand Held – Produtor, diretor
- 2011 – African Cats – Produtor executivo
- 2012 – Chimpanzee – Produtor executivo
- 2012 – Frankenweenie – Produtor executivo
- 2012 – High Ground – Produtor
- 2014 – Maleficent – Produtor executivo
- 2017 – Beauty and the Beast – Produtor executivo